# Bandeira da Iacútia
A Bandeira da Iacútia é um dos símbolos oficiais da República da Iacútia, uma subdivisão da Federação Russa. Foi adotada pelo parlamento local em 14 de dezembro de 1992.

## Descrição
Seu desenho consiste em um retângulo com proporção largura-comprimento de 1:2 no qual há um campo azul celeste, que ocupa 3/4 da bandeira, com três faixas na base, sendo, uma branca, e outra vermelha, que ocupam, cada uma 1/16 da área total e uma verde que ocupa 1/8. No centro do campo azul há uma circunferência branca.

## Simbologia
O círculo branco representa o sol ártico, o azul, o céu. A linha banca representa a neve, a verde a taiga e a vermelha a coragem do povo.